# Otto von Below
Otto Ernst Vinzent Leo von Below (n. 18 ianuarie 1857, Danzig, Regatul Prusiei – d. 9 martie 1944, Friedland, Statul Liber Prusia⁠(d), Germania Nazistă) a fost un general prusac din armata imperială germană în timpul Primului Război Mondial (1914–1918). A devenit cunoscut pentru prestația sa, împreună cu comandantul austro-ungar Svetozar Borojević von Bojna, în urma victoriei în Bătălia de la Caporetto din octombrie–noiembrie 1917.

## Înainte de război
Von Below s-a născut la Danzig (astăzi Gdańsk). Înainte de izbucnirea războiului, el a fost promovat la rangul de Generalmajor⁠(d) în 1909 și Generalleutnant⁠(d) în 1912. Imediat înainte de izbucnirea războiului, el comanda Divizia 2 Infanterie.

## Primul Război Mondial

### Frontul de Est
La 1 august 1914, la izbucnirea Primului Război Mondial, Below a primit comanda Corpului I Rezervă ca parte a Armatei a 8-a⁠(d) pe frontul de est. Și-a condus trupele în luptele de la Gumbinnen, Tannenberg și Lacurile Mazuriene. Ca urmare a succeselor sale, a fost promovat la General der Infanterie la sfârșitul lunii august 1914 și la comanda Armatei a 8-a la începutul lunii noiembrie.
Below a comandat Armata a 8-a în cea de-a doua bătălie de pe Lacurile Mazuriene (februarie 1915) și Armata Niemenului⁠(d) (denumită ulterior Armata a 8-a) în Ofensiva din Curlanda (mai 1915). Forțele sale au avansat în Curlanda și Lituania până pe malurile sudice ale râului Dvina de Vest.

### Macedonia
În octombrie 1916, Below a fost numit la comanda Heeresgruppe Below⁠(d) pe frontul macedonean, format din armata a 11-a germană⁠(d) și armatele întâi⁠(d) și a doua⁠(d) armată bulgară. În aprilie 1917, a fost trimis pentru o scurtă perioadă pe frontul de vest pentru a comanda armata a 6-a⁠(d) din zona Lille.

### Italia
Below a luptat pe frontul italian din septembrie 1917. La comanda armatei a 14-a⁠(d) austro-germană (șapte divizii germane și 10 austro-ungare) în bătălia de la Caporetto, a reușit cu unitățile sale să străpungă linia frontului italian și să forțeze retragerea armatei italiene, care practic nu avea rezerve mobile. Bătălia a fost o demonstrație a eficacității utilizării trupelor de asalt⁠(d) și a tacticilor de infiltrare⁠(d) dezvoltate în parte de Oskar von Hutier⁠(d). Utilizarea gazelor otrăvitoare de către germani a jucat un rol cheie în prăbușirea celei Armatei a 2-a italiene. Limitările logistice ale germanilor a dus la încheierea bătăliei pe linia râului Piave, iar frontul a înghețat din nou în război de tranșee.

### Frontul de Vest
În februarie 1918, Below a fost adus înapoi pe Frontul de Vest pentru a comanda nou-înființata Armată a 17-a⁠(d) pentru Ofensiva Kaiserschlacht⁠(d). Existau așteptările ca Below să depășească Arras în martie 1918 într-o repetare a succesului de la Caporetto; incapacitatea sa de a face acest lucru a dus la eșecul campaniei germane de capturare a Somme-ului în aceeași lună. Atacând armata a treia⁠(d) britanică, mai puternică și mai bine pregătită, el a avut mai puțin succes decât forțele aflate în sud, contra armatei a cincea⁠(d) britanice.
În ianuarie 1918, i-a făcut următoarea propunere revoluționară către Ludendorff: „Uitați de ofensivă și scurtați liniile frontului cât de mult se poate; construiți Panzere tot anul 1918 și, cu escadrilele de Panzere, pătrundeți până pe coasta Canalului în primăvara lui 1919”. Below a comandat pentru scurt timp și armata 1⁠(d). Cu puțin înainte de sfârșitul războiului, Below a fost implicat în pregătirile pentru o posibilă bătălie finală pe teritoriul Germaniei (Forțele de Apărare Internă Vest).

## Decorații
Below a primit Pour le Mérite la 16 februarie 1915 „pentru conducere remarcabilă și planificare militară și operațiuni deosebit de reușite”, și Frunzele de Stejar (care înseamnă o a doua distincție similară) la 27 aprilie 1917. Pe lângă Pour le Mérite, Below a primit și Ordinul Vulturul Negru⁠(d) la 1 noiembrie 1917 și Crucea de Fier, clasa I și a II-a.

## După război
Below s-a retras în 1919. O încercare de după război a aliaților de a-l judeca pentru crime de război a eșuat. Otto von Below a murit la 9 martie 1944 în Friedland, Saxonia Inferioară.

## Familie
Below era vărul lui Fritz von Below, un alt comandant german în timpul războiului. Cei doi generali sunt adesea confundați.